# پنج (فیلم ۱۹۵۱)
«پنج» (انگلیسی: Five (1951 film)) فیلمی در ژانر علمی–تخیلی است که در سال ۱۹۵۱ منتشر شد.